# Xenija Walentinowna Lykina
Xenija Walentinowna Lykina (russisch Ксения Валентиновна Лыкина; * 19. Juni 1990 in Moskau, Sowjetunion) ist eine ehemalige russische Tennisspielerin.

## Karriere
Lykina, die am liebsten auf Hartplätzen spielte, begann im Alter von fünf Jahren mit dem Tennis.
2008 triumphierte sie im Finale des Juniorinnendoppels der Australian Open, zusammen mit Anastassija Pawljutschenkowa als Doppelpartnerin. Sie gewannen gegen Elena Bogdan/Misaki Doi mit 6:0 und 6:4.
Während ihrer Karriere gewann sie sechs Einzel- und 15 Doppeltitel des ITF Women’s Circuits.

## Turniersiege

### Einzel
| Nr. | Datum          | Turnier          | Kategorie   | Belag             | Finalgegnerin       | Ergebnis       |
| --- | -------------- | ---------------- | ----------- | ----------------- | ------------------- | -------------- |
| 1.  | September 2008 | Clermont-Ferrand | ITF $10.000 | Hartplatz (Halle) | Samantha Schoeffel  | 6:4, 6:4       |
| 2.  | Mai 2009       | Kurume           | ITF $50.000 | Rasen             | Jelena Tschalowa    | 7:5, 6:3       |
| 3.  | Februar 2013   | Mildura          | ITF $25.000 | Rasen             | Azra Hadzic         | 7:63, 6:3      |
| 4.  | Mai 2016       | Fukuoka          | ITF $50.000 | Rasen             | Kyōka Okamura       | 6:2, 6:72, 6:0 |
| 5.  | Oktober 2016   | Makinohara       | ITF $25.000 | Teppich           | Riko Sawayanagi     | 6:3, 6:3       |
| 6.  | Juni 2017      | Andijan          | ITF $25.000 | Hartplatz         | Anastassija Frolowa | 6:4, 3:6, 6:4  |

### Doppel
| Nr. | Datum          | Turnier          | Kategorie   | Belag             | Partnerin               | Finalgegnerinnen                          | Ergebnis          |
| --- | -------------- | ---------------- | ----------- | ----------------- | ----------------------- | ----------------------------------------- | ----------------- |
| 1.  | September 2008 | Clermont-Ferrand | ITF $10.000 | Hartplatz (Halle) | Vivienne Vierin         | Samantha Schoeffel Bibiane Schoofs        | 6:3, 6:2          |
| 2.  | Juni 2009      | Périgueux        | ITF $25.000 | Sand              | Julija Bejhelsymer      | Jorgelina Cravero María Irigoyen          | 2:6, 6:2, [10:5]  |
| 3.  | September 2009 | Denain           | ITF $50.000 | Sand              | Jelena Tschalowa        | Magdalena Kiszczyńska Teodora Mirčić      | 6:4, 6:3          |
| 4.  | März 2010      | Namangan         | ITF $25.000 | Hartplatz         | Chrystyna Antonijtschuk | Karolina Kosińska Lenka Wienerová         | 6:3, 5:7, [10:8]  |
| 5.  | Mai 2010       | Prag             | ITF $50.000 | Sand              | Maša Zec Peškirič       | Petra Cetkovská Eva Hrdinová              | 6:3, 6:4          |
| 6.  | Januar 2012    | Stuttgart        | ITF $10.000 | Hartplatz (Halle) | Paula Kania             | Ljudmyla Kitschenok Nadija Kitschenok     | 6:4, 6:3          |
| 7.  | Februar 2012   | Mildura          | ITF $25.000 | Rasen             | Mervana Jugić-Salkić    | Stephanie Bengson Tyra Calderwood         | 5:7, 7:5, [10:7]  |
| 8.  | Februar 2013   | Launceston       | ITF $25.000 | Hartplatz         | Emily Webley-Smith      | Allie Kiick Erin Routliffe                | 7:5, 6:3          |
| 9.  | Februar 2013   | Mildura          | ITF $25.000 | Rasen             | Yurika Sema             | Bojana Bobusic Emily Webley-Smith         | 6:4, 6:2          |
| 10. | Februar 2015   | Port El Kantaoui | ITF $10.000 | Hartplatz         | Francesca Stephenson    | Vivien Juhászová Tereza Malíková          | 6:2, 6:2          |
| 11. | Mai 2016       | Kurume           | ITF $50.000 | Rasen             | Hsu Ching-wen           | Dalma Gálfi Xu Shilin                     | 7:65, 6:2         |
| 12. | Juni 2016      | Namangan         | ITF $25.000 | Hartplatz         | Polina Monowa           | Weronika Kudermetowa Tereza Mihalíková    | 3:6, 6:3, [10:5]  |
| 13. | Oktober 2016   | Makinohara       | ITF $25.000 | Teppich           | Riko Sawayanagi         | Rika Fujiwara Erika Sema                  | 6:4, 6:1          |
| 14. | November 2016  | Toyota           | ITF $50.000 | Teppich (Halle)   | Akiko Omae              | Rika Fujiwara Ayaka Okuno                 | 6:74, 6:2, [10:5] |
| 15. | November 2017  | Toyota           | ITF $50.000 | Teppich (Halle)   | Junri Namigata          | Nicha Lertpitaksinchai Peangtarn Plipuech | 3:6, 6:3, [10:4]  |